# Nesnáze pana účetního
Nesnáze pana účetního (v původním italském názvu Il secondo tragico Fantozzi - Tragéd Fantozzi) je italský komediální film. Byl uveden na trh v roce 1976. Je v pořadí druhý v sérii filmů o účetním Fantozzim. Hlavní roli hraje Paolo Villaggio.